# Paravitrea clappi
Paravitrea clappi är en snäckart som först beskrevs av Henry Augustus Pilsbry 1898.  Paravitrea clappi ingår i släktet Paravitrea och familjen Zonitidae. IUCN kategoriserar arten globalt som nära hotad. Inga underarter finns listade i Catalogue of Life.